# گی سناک
گی سناک (فرانسوی: Guy Sénac‎; ۱۳ مارس ۱۹۳۲ – ۱۳ ژانویهٔ ۲۰۱۹) بازیکن فوتبال اهل فرانسه بود.
از باشگاه‌هایی که در آن بازی کرده‌است می‌توان به باشگاه فوتبال لانس اشاره کرد.
وی همچنین در تیم ملی فوتبال فرانسه بازی کرده‌است.